# Alex Davia
Александр Брашовян (в некоторых источниках — Брашовяну; род. 12 сентября 1987, Кишинёв), более известный как Alex Davia, —  российский композитор и музыкальный продюсер.

## Биография
Александр Брашовян родился 12 сентября 1987 года в Кишинёве. Окончил республиканский лицей-интернат имени Порумбеску по специальности фортепиано, музыковедение и композиция, а затем — молдавскую государственную консерваторию AMTAP.
В 2005 году занял 2 место на международном конкурсе «Doua Inimi Gemene» среди композиторов.
В 2007 году, в возрасте 19 лет, его авторская песня «Fight» была выбрана в национальном отборе для участия на международном музыкальном конкурсе «Евровидение» от Молдавии. Композиция попала в топ 10 в финале конкурса. Кроме того, Александр был признан самым молодым композитором за всю историю «Евровидения».
В 2008 году был музыкальным продюсером молдавской версии шоу «Фабрика звёзд».
В 2009 и 2010 году спродюсировал треки, представляющие Молдавию на «Евровидении».
В 2010 году Александр стал участником группы A-style, в которой также принимал участие бывший солист группы O-Zone Arsenium. Выпущенный совместный трек «Remember Me» попал в несколько российских чартов.
В 2012 году авторская песня Александра «Lăutar» снова представляла Молдавию на конкурсе «Евровидение».
В 2014 году Александр переехал в Россию и с тех пор живёт и работает в Москве.
C 2014 года начал работать не только композитором, но и саунд-продюсером. Писал музыку для песен таких исполнителей как Сати Казанова («До рассвета», «Счастье есть!»), Егор Крид («Весёлая песня», «Mr. & Mrs. Smith», «Coco L’Eau», «Голос», «Слеза», «Сердцеедка», «Мне все Монро», «Дело нескольких минут», «Девочка с картинки», «Часики», «Грехи», «Время не пришло», «Голубые глаза», «Крутой», «#Этомоё», «Цвет настроения чёрный», «We gotta get love», «3-е сентября»), Назима («Я твоя», «Тысячи историй»), и многих других.
Многие из написанных им песен занимали высокие места в музыкальных чартах, удостаивались различных премий, в том числе «Золотой граммофон», «Песня года» и других.